# カチューシャ・アルペシン
カチューシャ・アルペシン (Team Katusha-Alpecin) は、2019年まで存在した自転車ロードレースのUCIワールドチーム。使用機材は2010年まではリドレー、2011年よりフォーカス、2012年よりキャニオン。

## 概要
2007年から2008年にかけてイタリアを本拠地として活動していたティンコフ・クレジットシステム・プロフェッショナルサイクリングチームが新たにロシアの大企業3社（ガスプロム、イテラ、ロステフノロジー（露: Ростехнологии））とスポンサー契約を締結し、発展解消する形で発足。推定1500万ユーロと言われる潤沢な資金を投入して、ロビー・マキュアン、フィリッポ・ポッツァートといった一流選手やウラディミール・カルペツ、セルゲイ・イワノフなどロシアの有力選手を多数獲得した。

### 2009年
チームのデビュー戦となったツアー・ダウンアンダー前日のダウンアンダー・クラシックでマキュアンが優勝。さらに春のクラシックにおいてもイワノフがアムステルゴールドレースで優勝、ポッツァートがパリ〜ルーベで2位に入るなどの活躍を見せた。
しかし5月に入ってクリスティアン・ファンベルガー、さらに6月にはアントニオ・コロムと所属選手のドーピングが相次いで発覚、ツール・ド・フランス出場メンバーを大幅に変更せざるを得なくなった。さらにこれに伴って新たに契約に追加した「ドーピングが発覚した場合、年俸の5倍の罰金を科す」という条項へのサインを拒否したヘルト・ステーフマンスなど一部選手との契約を解除するなどチームは揺れに揺れた。
このような状況で出場したツールではイワノフがステージ1勝を挙げたが、ドーピングを咎められる形でブエルタ・ア・エスパーニャは、UCIプロチーム中唯一除外されるという憂き目にあっている。

### 2010年
新加入のホアキン・ロドリゲスがカタルーニャ一周での総合優勝を皮切りにツール・ド・フランスでステージ1勝・総合8位、ブエルタ・ア・エスパーニャでもステージ1勝・総合4位に入るなど年間を通して活躍、UCIワールドランキングチャンピオンに輝いた。この他にもジロ・デ・イタリアにおいて、エフゲニー・ペトロフとポッツァートが2日連続でステージ優勝を挙げるなどの活躍を見せている。

### 2011年
クリテリウム・デュ・ドフィネでのステージ２勝やブエルタ・ア・ブルゴスでの総合優勝でホアキン・ロドリゲスはチームのエースとして活躍。ブエルタ・ア・エスパーニャでは、ホアキン・ロドリゲスがステージ２勝、ダニエル・モレノが１勝を挙げる。

### 2012年
ジロ・デ・イタリアでの総合ポイント賞及びステージ２勝、ブエルタ・ア・エスパーニャでステージ３勝などと活躍したホアキン・ロドリゲスが年間UCIワールドランキングチャンピオンに輝く。また、チームとしてもUCIワールドツアーの２位につけるも、シーズン終了後、チームは
UCIワールドツアーのライセンスをはく奪されてしまう。チームはこれをスポーツ仲裁裁判所(CAS)に訴え、2013年2月15日、CASがカチューシャのライセンスを認める裁定を下し、チーム・カチューシャは2013年におけるUCIワールドツアーのライセンスを得ることに成功した。

### 2016年
来季からアルペシン社がスポンサーとして参加し、カチューシャ・アルペシンとしての活動が発表された。これにより、チームの本拠地はスイスへと移される。

### 2020年
2020年からイスラエル・スタート＝アップ・ネイションにUCIワールドライセンスを譲渡、チームは解散し、既存のチームメンバーやチーム役員は吸収又は他のチームなどに移籍した。

## 主な戦績

### 2017年
- ツアー・ダウンアンダー　ヤングライダー賞　ヨナタン・レストレポ
- ルント・ウム・デン・フィナンツプラッツ・エシュボルン＝フランクフルト　優勝　アレクサンダー・クリストフ
- ツール・ド・スイス　総合優勝　シモン・シュピラック（第7ステージ優勝）
- ドイツ選手権　優勝　トニー・マルティン（個人タイムトライアル）
- ロシア選手権　優勝　イルヌール・ザカリン（個人タイムトライアル）
- ライドロンドン＝サリー・クラシック　優勝　アレクサンダー・クリストフ
- ロードレース・ヨーロッパ選手権 優勝　アレクサンダー・クリストフ（ロードレース）

### 2018年
- ティレーノ〜アドリアティコ　区間優勝　マルセル・キッテル（第2,6ステージ）
- ドイツ選手権　優勝　トニー・マルティン（個人タイムトライアル）
- ツール・ド・ポローニュ　 新人賞　イェンス・ビエルマンス

### 2019年
- ツール・ド・ヨークシャー　区間優勝　リック・ツァベル(第2ステージ)
- ジロ・デ・イタリア 区間優勝 イルヌール・ザカリン (第13ステージ)

## 2019年陣容
2019年6月13日更新
| 選手名                       | 国籍             | 生年月日               | 前年所属チーム           |
| ---------------------------- | ---------------- | ---------------------- | ------------------------ |
| エンリーコ・バッタリン       | イタリア         | 1989年11月17日（35歳） | チーム・ロットNL・ユンボ |
| イェンス・ビエルマンス       | ベルギー         | 1995年10月30日（29歳） |                          |
| イアン・ボスウェル           | アメリカ合衆国   | 1991年2月7日（34歳）   |                          |
| ステフ・クラス               | ベルギー         | 1996年2月13日（29歳）  |                          |
| イェンス・デブシェール       | ベルギー         | 1989年8月28日（35歳）  | ロット・ソウダル         |
| アレックス・ダウセット       | イギリス         | 1988年10月3日（36歳）  |                          |
| マッテオ・ファッブロ         | イタリア         | 1995年4月10日（29歳）  |                          |
| ジョゼ・ゴンサルヴェス       | ポルトガル       | 1989年2月13日（36歳）  |                          |
| ルーベン・ゲレイロ           | ポルトガル       | 1994年7月6日（30歳）   | トレック・セガフレード   |
| ネイサン・ハース             | オーストラリア   | 1989年3月12日（36歳）  |                          |
| マルコ・ハラー               | オーストリア     | 1991年4月1日（33歳）   |                          |
| レト・ホレンシュタイン       | スイス           | 1985年8月22日（39歳）  |                          |
| マルセル・キッテル (5/9まで) | ドイツ           | 1988年5月11日（36歳）  |                          |
| パヴェル・コチェトコフ       | ロシア           | 1986年3月7日（39歳）   |                          |
| ビアチェスラフ・クズネツォフ | ロシア           | 1989年6月24日（35歳）  |                          |
| ダニエル・ナバーロ           | スペイン         | 1983年7月18日（41歳）  | コフィディス             |
| ニルス・ポリット             | ドイツ           | 1994年3月6日（31歳）   |                          |
| ウィリー・スミット           | 南アフリカ共和国 | 1992年12月29日（32歳） |                          |
| シモン・シュピラック         | スロベニア       | 1986年6月23日（38歳）  |                          |
| ディミトリー・ストラコフ     | ロシア           | 1995年5月17日（29歳）  | Lokosphinx               |
| ハリー・タンフィールド       | イギリス         | 1994年11月17日（30歳） | Canyon Eisberg           |
| マス・ヴーツ・スミト         | デンマーク       | 1994年3月31日（30歳）  |                          |
| リック・ツァベル             | ドイツ           | 1993年12月7日（31歳）  |                          |
| イルヌール・ザカリン         | ロシア           | 1989年9月15日（35歳）  |                          |

## 歴代陣容
| 2018年陣容                   | 2018年陣容       | 2018年陣容             | 2018年陣容                   |
| 選手名                       | 国籍             | 生年月日               | 前年所属チーム               |
| ---------------------------- | ---------------- | ---------------------- | ---------------------------- |
| マクシム・ベルコフ           | ロシア           | 1985年1月9日（40歳）   |                              |
| イェンス・ビエルマンス       | ベルギー         | 1995年10月30日（29歳） |                              |
| イアン・ボスウェル           | アメリカ合衆国   | 1991年2月7日（34歳）   |                              |
| ステフ・クラス               | ベルギー         | 1996年2月13日（29歳）  | BMCデベロップメントチーム    |
| アレックス・ダウセット       | イギリス         | 1988年10月3日（36歳）  | モビスター・チーム           |
| マッテオ・ファッブロ         | イタリア         | 1995年4月10日（29歳）  | フリウリサイクリングチーム   |
| ジョゼ・ゴンサルヴェス       | ポルトガル       | 1989年2月13日（36歳）  |                              |
| ネイサン・ハース             | オーストラリア   | 1989年3月12日（36歳）  | チーム・ディメンションデータ |
| マルコ・ハラー               | オーストリア     | 1991年4月1日（33歳）   |                              |
| レト・ホレンシュタイン       | スイス           | 1985年8月22日（39歳）  |                              |
| ロベルト・キセルロヴスキ     | クロアチア       | 1986年8月9日（38歳）   |                              |
| マルセル・キッテル           | ドイツ           | 1988年5月11日（36歳）  | クイックステップ・フロアーズ |
| パヴェル・コチェトコフ       | ロシア           | 1986年3月7日（39歳）   |                              |
| ビアチェスラフ・クズネツォフ | ロシア           | 1989年6月24日（35歳）  |                              |
| マウリツ・ラマルティンク     | オランダ         | 1990年8月31日（34歳）  |                              |
| ティアゴ・マシャド           | ポルトガル       | 1985年10月18日（39歳） |                              |
| トニー・マルティン           | ドイツ           | 1985年4月23日（39歳）  |                              |
| マルコ・マティス             | ドイツ           | 1994年4月7日（30歳）   |                              |
| バプティスト・プランカールト | ベルギー         | 1988年9月28日（36歳）  |                              |
| ニルス・ポリット             | ドイツ           | 1994年3月6日（31歳）   |                              |
| ヨナタン・レストレポ         | コロンビア       | 1994年11月28日（30歳） |                              |
| ウィレム・スミット           | 南アフリカ共和国 | 1992年12月29日（32歳） | ロードカバー                 |
| シモン・シュピラック         | スロベニア       | 1986年6月23日（38歳）  |                              |
| マッズ・ウルスシュミット     | デンマーク       | 1994年3月31日（30歳）  |                              |
| リック・ツァベル             | ドイツ           | 1993年12月7日（31歳）  |                              |
| イルヌール・ザカリン         | ロシア           | 1989年9月15日（35歳）  |                              |

| 2017年陣容                     | 2017年陣容   | 2017年陣容             | 2017年陣容                               | 2017年陣容                   |
| 選手名                         | 国籍         | 生年月日               | 前年所属チーム                           | 翌年所属チーム               |
| ------------------------------ | ------------ | ---------------------- | ---------------------------------------- | ---------------------------- |
| マクシム・ベルコフ             | ロシア       | 1985年1月9日（40歳）   |                                          |                              |
| イェンス・ビエルマンス         | ベルギー     | 1995年10月30日（29歳） | SEGレーシングアカデミー                  |                              |
| スヴェン・エーリク・ビストレム | ノルウェー   | 1992年1月21日（33歳）  |                                          | UAEチーム・エミレーツ        |
| ジョゼ・ゴンサルヴェス         | ポルトガル   | 1989年2月13日（36歳）  | カハ・ルラル=セグロス RGA                |                              |
| マルコ・ハラー                 | オーストリア | 1991年4月1日（33歳）   |                                          |                              |
| レト・ホレンシュタイン         | スイス       | 1985年8月22日（39歳）  | IAMサイクリング                          |                              |
| ロベルト・キセルロヴスキ       | クロアチア   | 1986年8月9日（38歳）   | ティンコフ                               |                              |
| パヴェル・コチェトコフ         | ロシア       | 1986年3月7日（39歳）   |                                          |                              |
| アレクサンダー・クリストフ     | ノルウェー   | 1987年5月7日（37歳）   |                                          | UAEチーム・エミレーツ        |
| ビアチェスラフ・クズネツォフ   | ロシア       | 1989年6月24日（35歳）  |                                          |                              |
| マウリツ・ラマルティンク       | オランダ     | 1990年8月31日（34歳）  | ロームポット・オラニエプロトン           |                              |
| アルベルト・ロサダ             | スペイン     | 1982年2月28日（43歳）  |                                          | 引退                         |
| ティアゴ・マシャド             | ポルトガル   | 1985年10月18日（39歳） |                                          |                              |
| マトヴェイ・マミキン           | ロシア       | 1994年10月31日（30歳） |                                          | ブルゴス・BH                 |
| トニー・マルティン             | ドイツ       | 1985年4月23日（39歳）  | エティックス・クイックステップ           |                              |
| マルコ・マティス               | ドイツ       | 1994年4月7日（30歳）   | ラドネット・ローズチーム                 |                              |
| ミカエル・メルケフ             | デンマーク   | 1985年4月30日（39歳）  |                                          | クイックステップ・フロアーズ |
| バプティスト・プランカールト   | ベルギー     | 1988年9月28日（36歳）  | ワロニーブリュッセル・グループプロテクト |                              |
| ニルス・ポリット               | ドイツ       | 1994年3月6日（31歳）   |                                          |                              |
| ヨナタン・レストレポ           | コロンビア   | 1994年11月28日（30歳） |                                          |                              |
| シモン・シュピラック           | スロベニア   | 1986年6月23日（38歳）  |                                          |                              |
| レイン・タラマエ               | エストニア   | 1987年4月24日（37歳）  |                                          | ディレクト・エネルジー       |
| アンヘル・ビシオソ             | スペイン     | 1977年4月13日（47歳）  |                                          | 引退                         |
| マッズ・ウルスシュミット       | デンマーク   | 1994年3月31日（30歳）  | チーム ヴィルトゥプロ・ヴェロコンセプト  |                              |
| リック・ツァベル               | ドイツ       | 1993年12月7日（31歳）  | BMCレーシングチーム                      |                              |
| イルヌール・ザカリン           | ロシア       | 1989年9月15日（35歳）  |                                          |                              |

| 2016年陣容                     | 2016年陣容   | 2016年陣容       | 2016年陣容     |
| 選手名                         | 国籍         | 生年月日         | 前年所属チーム |
| ------------------------------ | ------------ | ---------------- | -------------- |
| マクシム・ベルコフ             | ロシア       | 1985年1月9日     |                |
| スヴェン・エーリク・ビストレム | ノルウェー   | 1985年1月9日     |                |
| セルゲイ・チェルネツキー       | ロシア       | 1990年4月9日     |                |
| ヤコポ・グアルニエリ           | イタリア     | 14 August 1987   |                |
| マルコ・ハラー                 | オーストリア | 1985年1月9日     |                |
| ウラディーミル・イサイチェフ   | ロシア       | 26 April 1986    |                |
| パヴェル・コチェトコフ         | ロシア       | 1985年1月9日     |                |
| アレクサンダー・クリストフ     | ノルウェー   | 1987年5月7日     |                |
| ビアチェスラフ・クズネツォフ   | ロシア       | 1985年1月9日     |                |
| セルゲイ・ラグティン           | ロシア       | 14 January 1981  |                |
| アルベルト・ロサダ             | スペイン     | 1985年1月9日     |                |
| ティアゴ・マシャド             | ポルトガル   | 1985年1月9日     |                |
| マトヴェイ・マミキン           | ロシア       | 1985年1月9日     |                |
| ミカエル・メルケフ             | デンマーク   | 1985年1月9日     |                |
| ニルス・ポリット               | ドイツ       | 1985年1月9日     |                |
| アレクサンダー・ポルセフ       | ロシア       | 21 February 1986 |                |
| ヨナタン・レストレポ           | コロンビア   | 1985年1月9日     |                |
| ホアキン・ロドリゲス           | スペイン     | 12 May 1979      |                |
| エゴン・シリン                 | ロシア       | 25 June 1988     |                |
| シモン・シュピラック           | スロベニア   | 1986年6月23日    |                |
| レイン・タラマエ               | エストニア   | 1985年1月9日     |                |
| アレクセイ・ツァテヴィッチ     | ロシア       | 5 July 1989      |                |
| ユルヘン・ファンデンブルック   | ベルギー     | 1 February 1983  |                |
| アンヘル・ビシオソ             | スペイン     | 1985年1月9日     |                |
| エドゥアルド・ヴォルガノフ     | ロシア       | 1 December 1982  |                |
| アントン・ヴォロビェフ         | ロシア       | 12 October 1990  |                |
| イルヌール・ザカリン           | ロシア       | 1985年1月9日     |                |

| 2012年陣容                         | 2012年陣容   | 2012年陣容     | 2012年陣容                   |
| 選手名                             | 国籍         | 生年月日       | 前年所属チーム               |
| ---------------------------------- | ------------ | -------------- | ---------------------------- |
| マクシム・ベルコフ                 | ロシア       | 1985年1月9日   | ヴァカンソレイユ・DCM        |
| パヴェル・ブルット                 | ロシア       | 1982年1月29日  |                              |
| ジャンパオロ・カルーゾ             | イタリア     | 1980年8月15日  |                              |
| シャビエル・フロレンシオ           | スペイン     | 1979年12月26日 | ジェオックス・TMC            |
| オスカル・フレイレ                 | スペイン     | 1976年2月15日  | ラボバンク                   |
| ウラディミル・グセフ               | ロシア       | 1982年7月4日   |                              |
| マルコ・ハラー                     | オーストリア | 1991年4月1日   | アドリア・モービル           |
| ホアン・オラチ                     | スペイン     | 1974年3月27日  |                              |
| ペトル・イグナテンコ               | ロシア       | 1987年9月27日  |                              |
| ミハイル・イグナティエフ           | ロシア       | 1985年5月7日   |                              |
| ウラディミル・イサイチェフ         | ロシア       | 1986年4月21日  |                              |
| アレクサンダー・クリストフ         | ノルウェー   | 1987年5月7日   | BMC・レーシング              |
| ティモフェイ・クリツキー           | ロシア       | 1987年1月24日  |                              |
| アリャクサンドル・クチュインスキー | ベラルーシ   | 1979年10月27日 |                              |
| アルベルト・ロサダ                 | スペイン     | 1982年2月28日  |                              |
| デニス・メンショフ                 | ロシア       | 1978年1月25日  | ジェオックス・TMC            |
| ダニエル・モレノ                   | スペイン     | 1981年9月5日   |                              |
| ルカ・パオリーニ                   | イタリア     | 1977年1月17日  |                              |
| アレクサンドル・ポルセフ           | ロシア       | 1986年2月21日  |                              |
| ホアキン・ロドリゲス               | スペイン     | 1979年5月12日  |                              |
| リュディーガー・ゼーリヒ           | ドイツ       | 1989年2月19日  | ジェナテック・サイクリング   |
| ガティス・スムクリス               | ラトビア     | 1987年4月15日  | HTC - ハイロード             |
| シモン・シュピラック               | スロベニア   | 1986年6月23日  | ランプレ・ISD                |
| ユーリ・トロフィモフ               | ロシア       | 1984年1月26日  |                              |
| アレクセイ・ツァテヴィチュ         | ロシア       | 1989年7月5日   | イテラ・カチューシャ         |
| マキシム・ファントム               | ベルギー     | 1986年3月8日   |                              |
| アンヘル・ビシオソ                 | スペイン     | 1977年4月13日  | アンドローニ・ジョカットーリ |
| エドゥアルド・ヴォルガノフ         | ロシア       | 1982年12月1日  |                              |

| 2011年陣容                     | 2011年陣容 | 2011年陣容     | 2011年陣容                |
| 選手名                         | 国籍       | 生年月日       | 前年所属チーム            |
| ------------------------------ | ---------- | -------------- | ------------------------- |
| アルキメデス・アルグエリエス   | ロシア     | 1988年7月9日   | イテラ・カチューシャ      |
| パヴェル・ブルット             | ロシア     | 1982年1月29日  |                           |
| ジャンパオロ・カルーゾ         | イタリア   | 1980年8月15日  |                           |
| ダニーロ・ディルーカ           | イタリア   | 1976年1月2日   | 2010年所属なし            |
| デニス・ガリムジャノフ         | ロシア     | 1987年3月7日   |                           |
| ウラディミール・グセフ         | ロシア     | 1982年7月4日   |                           |
| ホアン・オラチ                 | スペイン   | 1974年3月27日  |                           |
| ライフ・ホスト                 | ベルギー   | 1977年7月17日  | オメガ・ファーマ・ロット  |
| ペトル・イグナテンコ           | ロシア     | 1987年9月27日  | イテラ・カチューシャ      |
| ミハイル・イグナティエフ       | ロシア     | 1985年5月7日   |                           |
| ウラディミール・イサイチェフ   | ロシア     | 1986年4月21日  | シャコベオ・ガリシア      |
| セルゲイ・イワノフ             | ロシア     | 1975年3月5日   |                           |
| ウラディミール・カルペツ       | ロシア     | 1980年9月20日  |                           |
| アレクサンドル・コロブネフ     | ロシア     | 1981年5月4日   |                           |
| ティモフェイ・クリツキー       | ロシア     | 1987年1月24日  |                           |
| アリャクサンドル・クチンスキー | ベラルーシ | 1979年10月27日 | リクイガス・ドイモ        |
| アルベルト・ロサーダ           | スペイン   | 1982年2月28日  | ケス・デパーニュ          |
| アレクサンドル・ミロノフ       | ロシア     | 1984年1月22日  | トレーニーより昇格        |
| ダニエル・モレノ               | スペイン   | 1981年9月5日   | オメガ・ファーマ - ロット |
| ルカ・パオリーニ               | イタリア   | 1977年1月17日  | アクア & サポーネ         |
| アレクサンドル・プリュシュキン | モルドバ   | 1987年1月13日  |                           |
| アレクサンドル・ポルセフ       | ロシア     | 1986年2月21日  | トレーニーより昇格        |
| フィリッポ・ポッツァート       | イタリア   | 1981年9月10日  |                           |
| エゴル・シリン                 | ロシア     | 1988年6月25日  |                           |
| ユーリ・トロフィモフ           | ロシア     | 1984年1月26日  | Bbox - ブイグ・テレコム   |
| ニコライ・トルソフ             | ロシア     | 1985年7月2日   |                           |
| ステイン・ファンデンベルフ     | ベルギー   | 1984年4月25日  |                           |
| マキシム・ファントム           | ベルギー   | 1986年3月8日   |                           |
| エドゥアルド・ヴォルガノフ     | ロシア     | 1982年12月1日  |                           |